# Pan-STARRS
Pan-STARRS (zkratka z Panoramic Survey Telescope and Rapid Response System) je soustava dvou dalekohledů na observatoři Haleakala na ostrově Maui (Havajské ostrovy) v USA. Je určen především k vyhledávání blízkozemních planetek, i když se s ním podařilo objevit také velké množství komet (v názvu pak mívají slovo PANSTARRS) jako např. C/2011 L4 (Panstarrs).
Dalekohledy provozuje Havajská univerzita. Jejich provoz řídí od roku 2014 Pan-STARRS 1 Science Consortium Surveys. Hlavní podíl na jeho financování (asi 90 %) má americká NASA prostřednictvím programu pro vyhledávání blízkozemních planetek „Near Earth Object Observations“.

## Popis

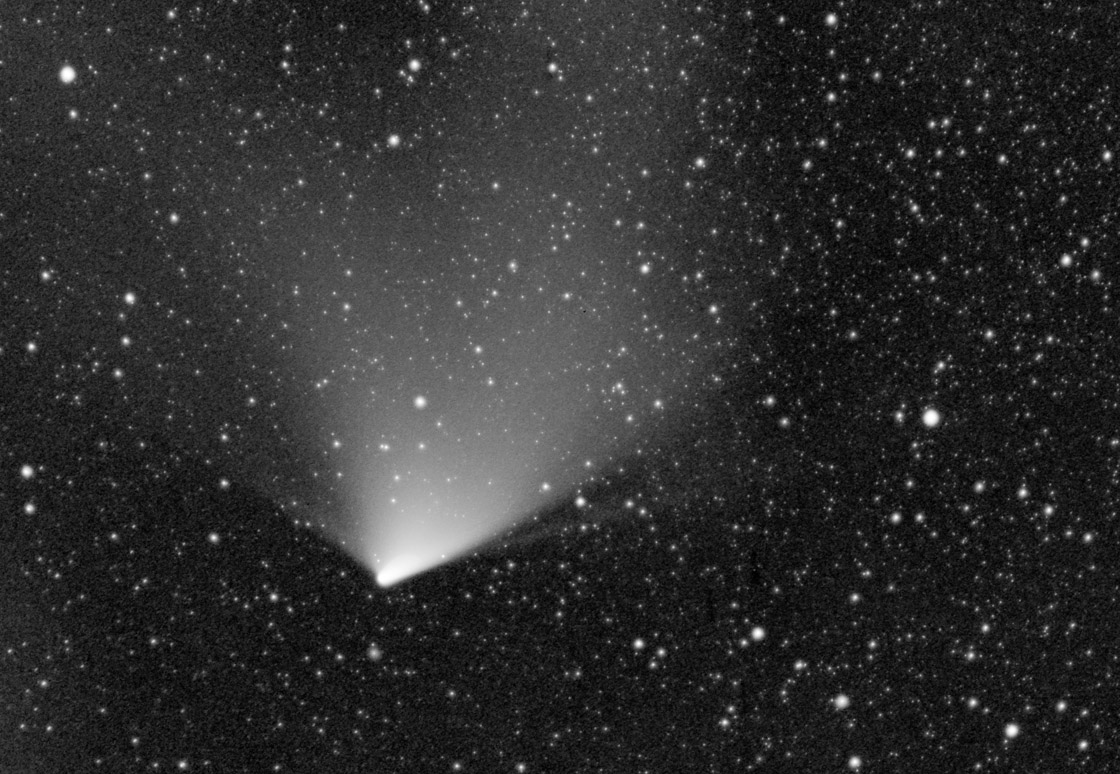
Kometa C/2011 L4 objevená dalekohledem Pan-STARRS

Pan-STARRS sestává ze dvou zrcadlových dalekohledů systému Ritchey-Chrétien o průměru primárního zrcadla 1,8 m. Dalekohledy mají zorné pole 3°, což je mnohem více než jiné obdobně velké astronomické dalekohledy. Díky tomu může pořídit snímky celé viditelné oblohy během 4 dnů. Snímá se vždy s použitím jednoho z 5 barevných filtrů (g, r, i, z, y pro viditelnou a blízkou infračervenou oblast). Po odečtení dnů, kdy nelze fotografovat (intenzivní svit Měsíce nebo špatné počasí) vychází, že každá část oblohy je vyfotografována v každém spektrálním rozsahu asi 12× ročně.
Dalekohled je vybaven snímacím prvkem o velikosti 1,4 miliard obrazových bodů (1,4 Gpix), což je nejvíce ze všech  obdobných dalekohledů. Snímací jednotka se skládá z 60 jednotlivých CCD čipů obsahujících 4800 × 4800 pixelů.

Množství blízkozemních planetek objevených jednotlivými programy. Podíl dalekohledu Pan-STARRS je znázorněn fialovou barvou.

## Historie
První z dalekohledů označovaný jako PS 1 začal svůj provoz ještě s jednodušším snímacím čipem 30. června 2006. V roce 2007 byla k dalekohledu nainstalována 1,4 GPix kamera. Po vyřešení technických problémů byl dalekohled uveden do provozu 13. května 2010,  druhý (PS 2) pak v roce 2014.